# Horní Kunratický rybník
Horní Kunratický rybník je jedním ze soustavy dvou velkých rybníků nalézajících se asi 2 km severně od centra obce Kunratice u Cvikova v okrese Česká Lípa. Rybník leží částečně i na katastrálním území Mařeničky. Rybník je využíván pro chov ryb a v letním období i ke koupání.

## Historie
Dvojice nynějších rybníků, větší Horní a menší Dolní Kunratický rybník, byla vybudována v letech 1981-1983 jako náhrada za Sedlišťský rybník u Stráže pod Ralskem, zničený výstavbou odkaliště pro úpravnu uranové rudy. Rybníky jsou napájeny vodou ze Svitaky, jejíž tok byl sveden do nepřirozeného betonového koryta, vybudovaného podél východního břehu obou rybníků.
V srpnu 2010, v důsledku povodní, které katastroficky zasáhly liberecký kraj, došlo k vážnému narušení hráze rybníka, naštěstí však nedošlo k jejímu protržení. Posléze došlo k opravě hráze a k vybudování kapacitního bezpečnostního přelivu.

## Galerie

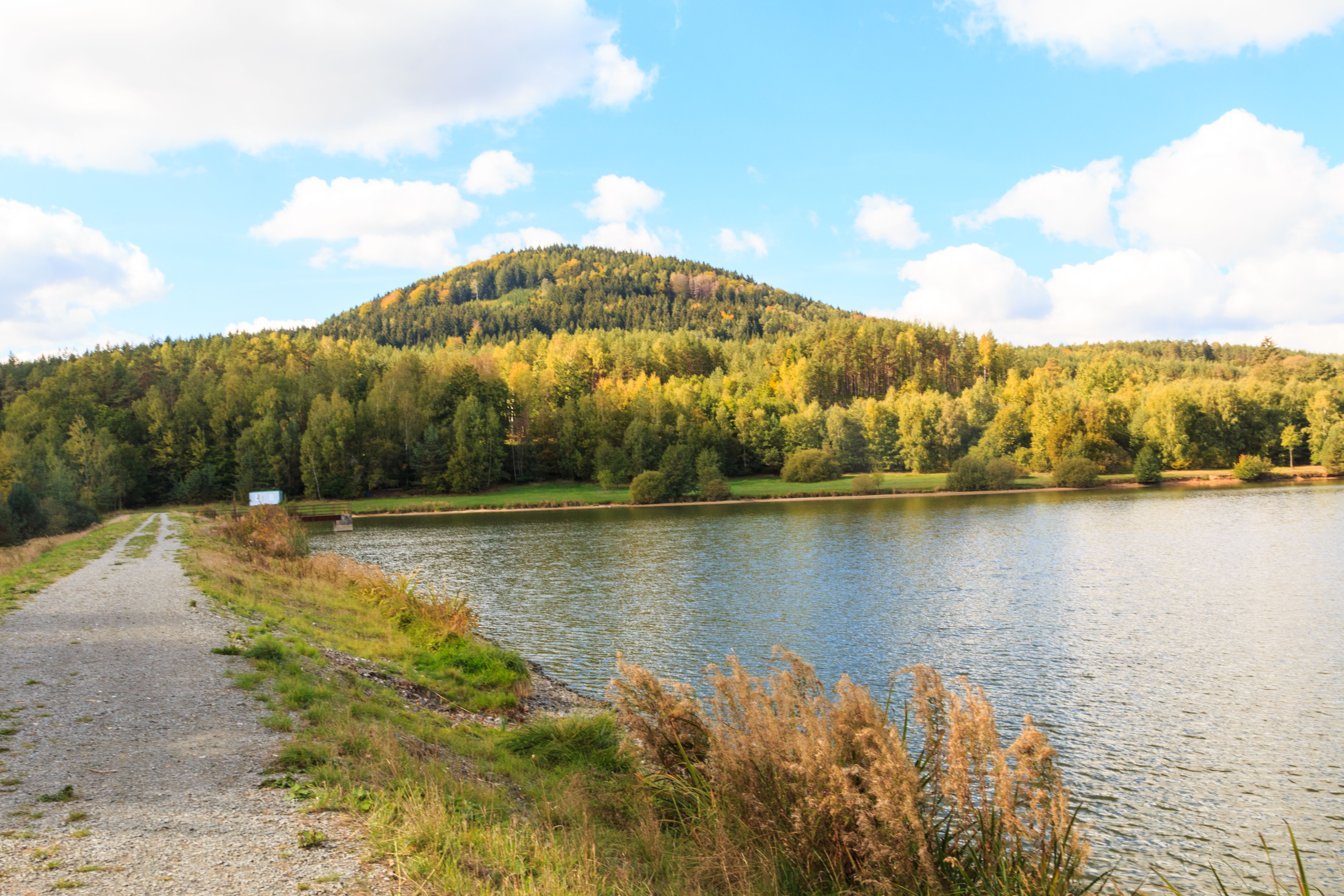
pohled na Horní Kunratický rybník
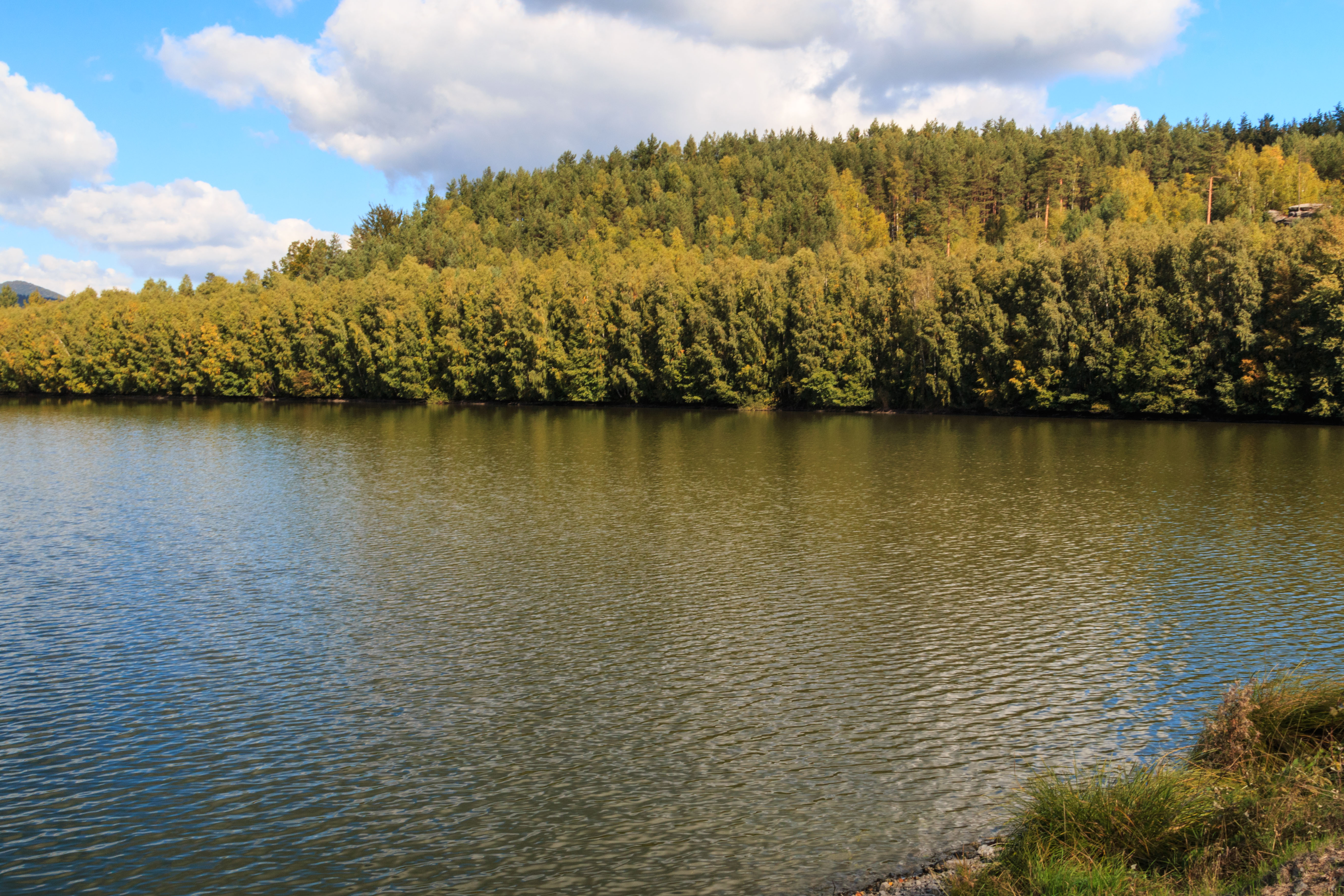
pohled na Horní Kunratický rybník
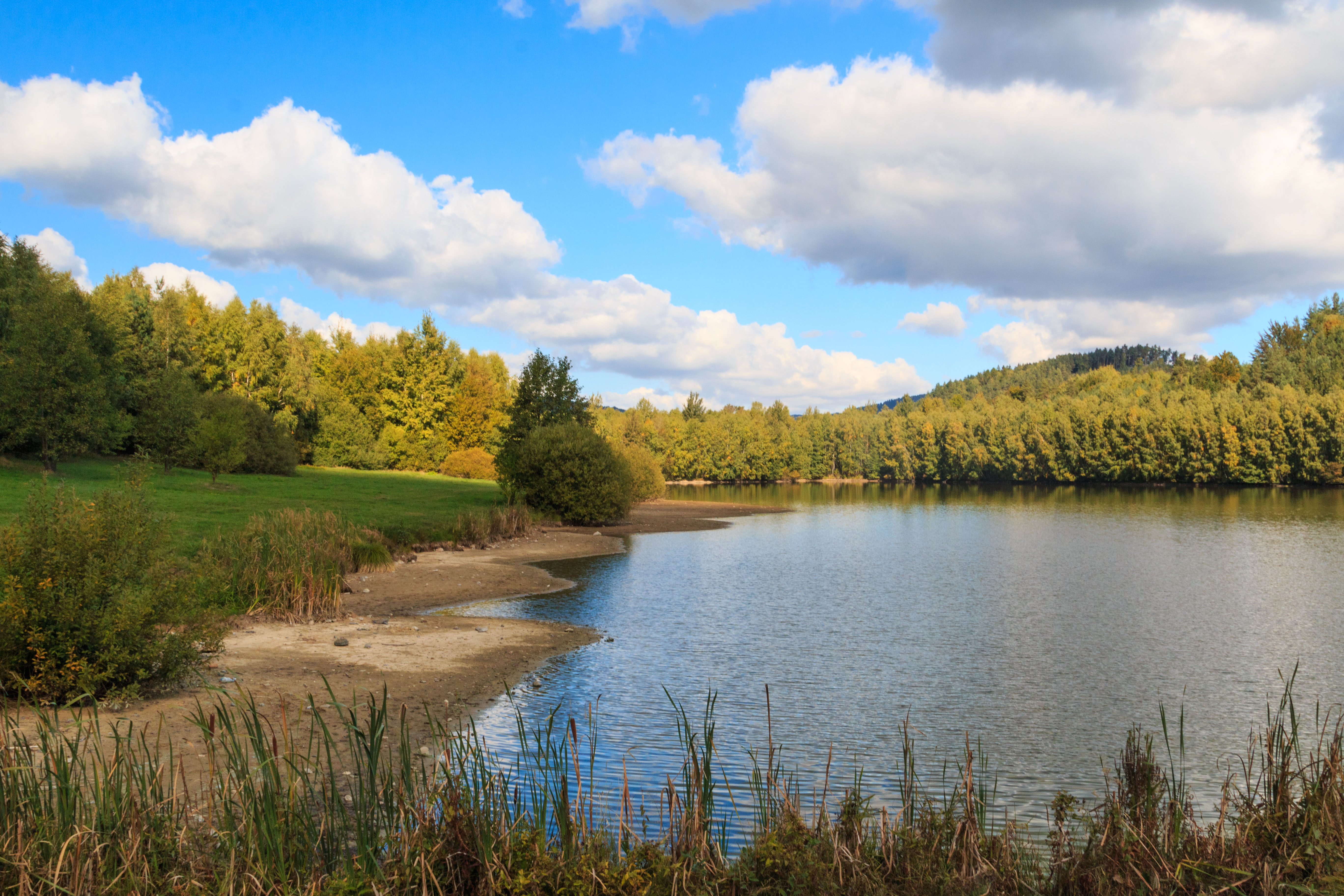
pohled na Horní Kunratický rybník
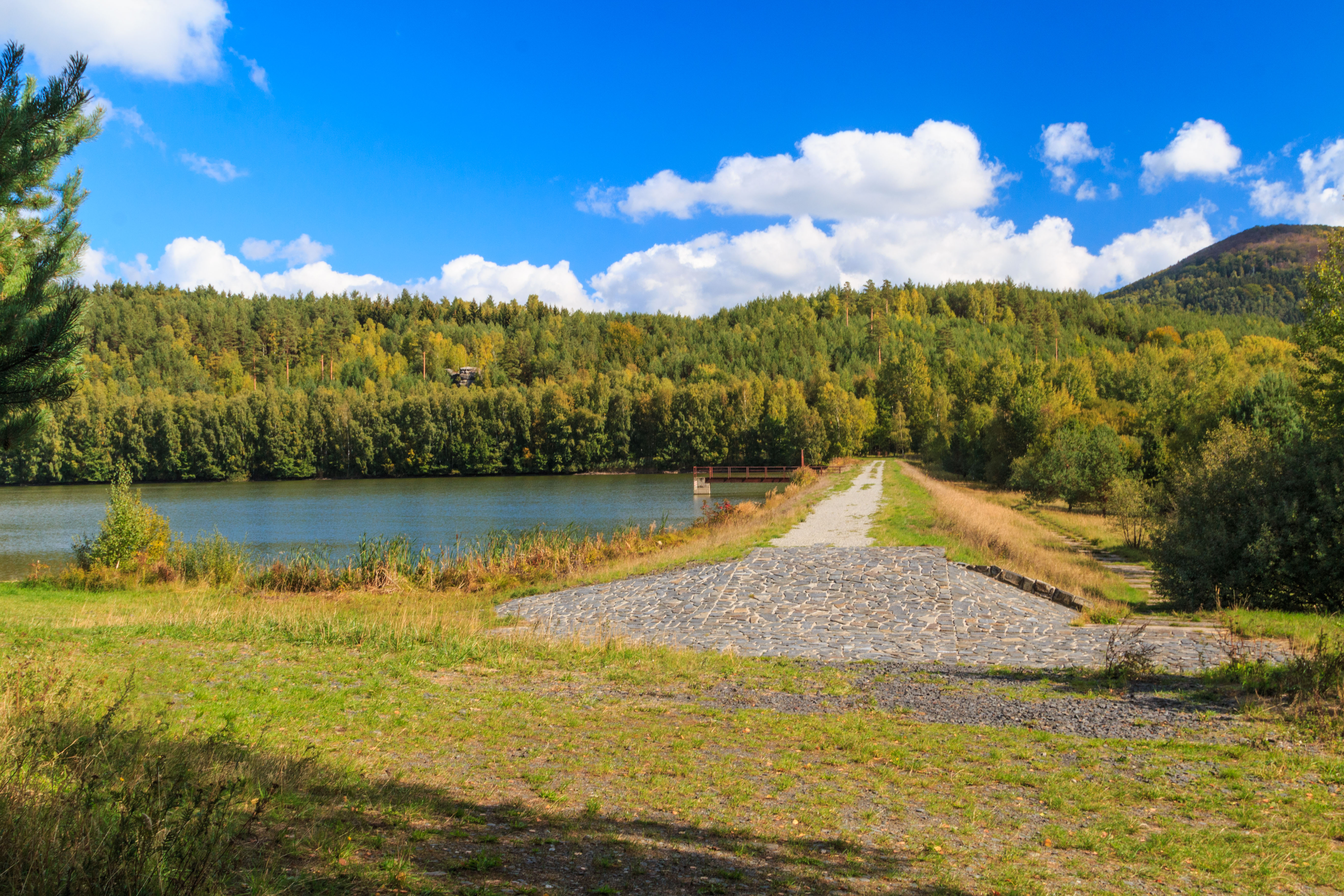
pohled na Horní Kunratický rybník